# Carapeguá
Carapeguá este un oraș din departamentul Paraguarí, Paraguay.